# Ядерні реактори на космічних апаратах
Ядерні реактори на космічних апаратах застосовуються у разі, якщо необхідну кількість енергії неможливо отримати іншими способами, наприклад, за допомогою сонячних батарей або ізотопних джерел енергії.

## Історія створення

### SNAP
Першим ядерним реактором, застосованим на космічному апараті, став американський SNAP-10A, створений в рамках програми SNAP (скор. від англ. Systems for Nuclear Auxiliary Power). Він був встановлений на борту апарата Snapshot вагою 440 кг, запущеного 3 квітня 1965 року ракетою-носієм «Атлас». Передбачалося провести льотні випробування реактора протягом 90 діб. Реактор був розроблений компанією Boeing на замовлення ВПС і Комісії з атомної енергії США. Реактор на теплових нейтронах використовував як паливо уран-235, гідрид цирконію як сповільнювач і натрій-калієвий сплав як теплоносій. Теплова потужність реактора становила близько 40 кВт. Електрична потужність, що забезпечується термоелектричним перетворювачем, становила від 500 до 650 Вт.
Реактор успішно пропрацював 43 дні — до 16 травня 1965 року. У цей день був вперше увімкнений експериментальний іонний двигун, також встановлений на борту. Його робота супроводжувалася численними високовольтними пробоями, електромагнітний імпульс від яких порушив роботу бортової апаратури. Крім цього, за помилковою командою були скинуті деталі конструкції відбивача реактора, що призвело до його необоротного глушіння.

### «Ромашка»
Радянський термоелектричний реактор-конвертер «Ромашка» був вперше запущений в Інституті атомної енергії («Курчатовський інститут») 14 серпня 1964 року. Реактор на швидких нейтронах мав теплову потужність 40 кВт і використовував як паливо карбід урану. Термоелектричний перетворювач на кремній-германієвих напівпровідникових елементах був розроблений і виготовлений в Сухумському фізико-технічному інституті і видавав потужність до 800 Вт.
Сергій Павлович Корольов мав намір використовувати «Ромашку» на космічних апаратах у поєднанні з імпульсними плазмовими двигунами. Випробування «Ромашки» закінчилися в середині 1966 року, вже після смерті Корольова, але реактор так і не був використаний в космосі.

### «Бук»
Наступна ядерна енергетична установка, БЕС-5 «Бук», була використана на супутнику радіолокаційної розвідки УС-А. Перший апарат цієї серії був запущений 3 жовтня 1970 року з Байконура («Космос-367»). Сам «Бук» розроблявся з 1960 року в НВО «Червона зірка».
Електрична потужність установки становила 3 кВт при тепловій 100 кВт, максимальний ресурс роботи БЕС-5 — 124 (за іншими даними — 135) доби. Двоконтурна установка мала реактор на швидких нейтронах БР-5А і термоелектричний генератор, теплоносій обох контурів — евтектичний натрій-калієвий сплав (температура плавлення -11 °C), температура в першому контурі — 700 °C, у другому — 350 °C. Маса всієї установки — близько 900 кг.
Активна зона реактора складається з 37 ТВЕЛів з мінімально можливим зазором між ними. Кожен ТВЕЛ містить три уран-молібденові блочки довжиною 55 мм та два берилієві блочки довжиною 100 мм, які утворюють торцеві відбивачі. Загальна маса урану — 30 кг, збагачення за 235-м ізотопом — до 90 %. Корпус реактора у вигляді шестигранної призми з розміром «під ключ» 140 мм оточений боковим берилієвим відбивачем товщиною 100 мм. У відбивачі можуть переміщатися паралельно один одному шість берилієвих стрижнів — органи керування реактором.
Бічний відбивач складався з окремих секцій, стягнутих сталевою стрічкою. Передбачалося, що при сходженні з орбіти супутника і попаданні його в щільні шари атмосфери стрічка повинна швидко перегоріти, відбивач — розвалитися на частини, а активна зона — згоріти. Після невдалого падіння 24 січня 1978 року апарата «Космос-954» конструкцію було змінено: всі ТВЕЛи почали примусово викидатися газовим виконавчим механізмом

### «Топаз»

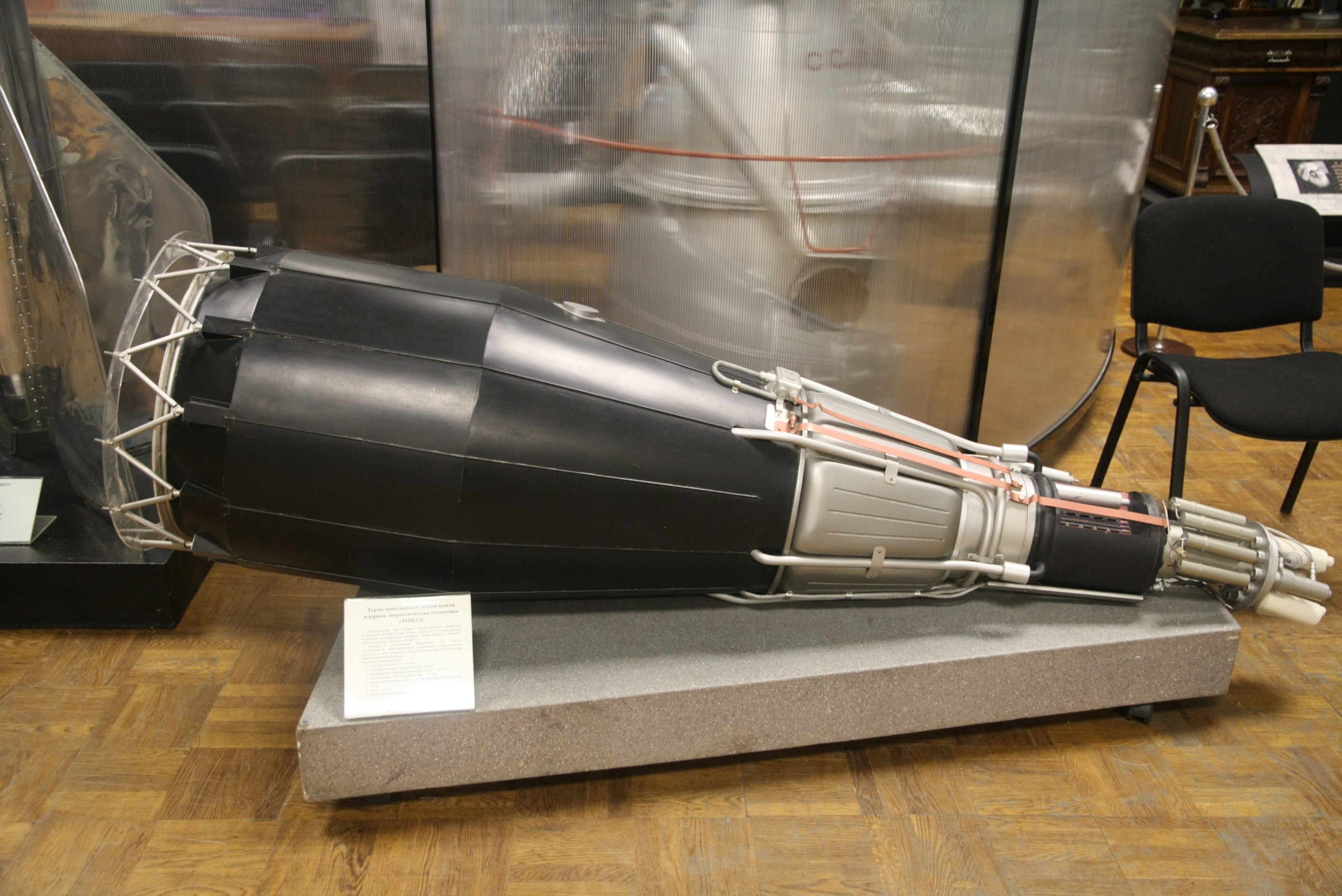
Ядерний реактор-конвертер «Топаз» (зменшений макет)

Наступною радянською космічною ядерною енергетичною установкою стала ТЕУ-5 «Тополя» («Топаз-1»), вперше виведена на орбіту 2 лютого 1987 року у складі експериментального КА «Плазма-А» («Космос-1818»). Робота над «Топазом» велася з 1960-х років. Наземні випробування були початі в 1970 році. Головним конструктором виступало НВО «Червона зірка».
Паливом у реакторі служив діоксид урану з 90 % збагаченням, теплоносієм калій-натрієвий розплав. Реактор мав теплову потужність 150 кВт, причому кількість 235U в реакторі було знижено до 11,5 кг порівняно з 30 кг у БЕС-5 «Бук».
В «Топазі» використовувався термоемісійний перетворювач теплової енергії в електричну. Такий перетворювач подібний до електронної лампи: катод з молібдену з вольфрамовим покриттям, нагрітий до високої температури, випускає електрони, які долають заповнений іонами цезію під низьким тиском проміжок і потрапляють на анод. Електричне коло замикається через навантаження. Вихідна електрична потужність перетворювача становила від 5 до 6,6 кВт.
При розрахунковому ресурсі один рік, вже на другому КА «Плазма-А» («Космос-1867») «Топаз» пропрацював більше 11 місяців.

### «Єнісей»
Реактор-конвертер «Єнісей» призначався для роботи в складі супутника безпосереднього телевізійного мовлення «Екран-АМ», але цей проект був закритий. Виріб являв собою реактор, в активній зоні якого перебували не традиційні тепловидільні елементи, а інтегральні електрогенерувальні канали. Вони являли собою «таблетки» діоксиду урану, збагаченого до 96 %, катод, анод, цезієвий канал і всю іншу «обв'язку». Теплова потужність «Єнісею» була близько 115—135 кВт, електрична — близько 4,5—5,5 кВт. Теплоносієм був натрій-калієвий розплав.
У 1992 році США придбали в Росії за 13 млн доларів дві ядерні енергетичні установки «Єнісей» («Топаз-2»). Один з реакторів передбачалося після ретельних наземних випробувань використовувати в 1995 році у «Космічному експерименті з ядерно-електричної ДУ» (Nuclear Electric Propulsion Spaceflight Test Program). Проте у 1993 році через скорочення бюджету було вирішено обмежитися тільки наземними випробуваннями, а в 1996 році проект було закрито.

### Kilopower
У листопаді 2017 року в США в Дослідницькому центрі Гленна почалися випробування демонстраційного прототипу реакторної енергетичної установки Kilopower призначеної для вироблення електроенергії з вихідною потужністю до 10 кВт і з ресурсом 10 років на поверхні Марса.

## Події та інциденти
- 25 квітня 1973 року внаслідок виходу з ладу рухової установки запуск радянського супутника радіолокаційної розвідки з ядерної енергетичної установки на борту завершився невдачею. Апарат не був виведений на розрахункову орбіту і впав у Тихий океан.
- 12 грудня1975 року відразу після виходу на орбіту вийшла з ладу система орієнтації радянського супутника радіолокаційної розвідки «Космос-785» з ядерною енергетичною установкою на борту. Почалося хаотичне обертання апарата, що загрожувало його падінням на Землю. Активна зона реактора була успішно відокремлена і переведена на орбіту поховання, де і знаходиться в даний час.
- 24 січня 1978 року в північно-західних районах Канади впав радянський супутник радіолокаційної розвідки «Космос-954» з ядерною енергетичною установкою на борту. При проходженні щільних шарів земної атмосфери сталося руйнування супутника і поверхні Землі досягли лише деякі його фрагменти. Відбулося незначне радіоактивне забруднення поверхні.
- 28 квітня 1981 року на радянському супутнику радіолокаційної розвідки «Космос-1266» з ядерною енергетичною установкою на борту зафіксовано вихід з ладу бортового обладнання. Активна зона реактора була успішно відокремлена і переведена на орбіту поховання, де і знаходиться в даний час.
- 7 лютого 1983 року в пустельних районах Південної Атлантики впав радянський супутник радіолокаційної розвідки «Космос-1402» з ядерною енергетичною установкою на борту. Конструктивні доробки після попередньої аварії дозволили відокремити активну зону від термостійкого корпусу реактора і запобігти компактному падінню уламків. Проте, було зафіксовано незначне підвищення природного радіаційного фону.
- В квітні 1988 року вийшов з-під контролю радянський супутник радіолокаційної розвідки «Космос-1900» з ядерною енергетичною установкою на борту. Космічний апарат повільно втрачав висоту, поступово наближаючись до Землі. 30 вересня, за кілька днів до розрахункового моменту входу в щільні шари атмосфери, спрацювала аварійна захисна система, і активну зону реактора було успішно відокремлено і переведено на орбіту поховання.
- 4 липня 2008 року, згідно з даними НАСА[11], сталася фрагментація супутника «Космос-1818» на орбіті. Імовірно, що близько 30 відокремлених фрагментів сферичної форми — краплі металевого теплоносія із зруйнованого з якоїсь причини контуру охолодження реактора.